# غاري فرينش
غاري فرينش (بالإنجليزية: Gary French)‏ هو لاعب دوري الرغبي أسترالي، ولد في 27 يونيو 1963.